# Groupe de Golconda
Le groupe de Golconda est une association d'une cinquantaine de prêtres catholiques colombiens et espagnols fondée entre la fin des années 1960 et le début des années 1970, dans le cadre de la théologie de la libération. La composition du groupe de Golconda est hétérogène et, bien que Gerardo Valencia Cano ait participé au groupe, la direction proprement dite incombait à René García Lizarralde, prêtre colombien et ancien compagnon de Camillo Torrès.
Au fil des années, plusieurs de ses membres se radicalisent et rejoignent les groupes de guérilla comme le M-19, l'ELN ou les FARC. C'est par exemple le cas des Espagnols Domingo Laín, Manuel Pérez Martínez et José Antonio Jiménez Comín,.

## Problématiques
La première réunion du groupe a eu lieu en juillet 1968 à la ferme Golconda située dans la municipalité de Viotá, département de Cundinamarca, Colombie, d'où le nom de l'association. L'objectif était d'étudier et d'approfondir l'encyclique Populorum progressio que le pape Paul VI avait publiée en 1967.

### Plan de l'encyclique Golconda
- Connaître objectivement la réalité nationale.
- Utiliser une méthode scientifique pour la recherche et l’action.
- Maintenir un engagement en faveur d'une action révolutionnaire contre l'impérialisme et la bourgeoisie .
- Maintenir une perspective nationale et internationale.
- Actualiser l'Église en interne et éliminer son mariage avec l'État.
- Réprimandez le capitalisme et établissez une société qui élimine l’exploitation de l’homme par l’homme.
- Générer une solidarité avec ceux qui luttent pour un changement urgent et profond des structures socio-économiques et politiques.
- Rejetons la manœuvre de division du peuple, réalisée par les partis traditionnels.
- Rejeter le budget de guerre, qui ne défendait pas la souveraineté nationale , mais réprimait les luttes populaires, pour défendre les intérêts de la minorité dominante .
- Unité d'action des combattants populaires, pour créer un front révolutionnaire.
- Soutenez la plainte avec des faits constructifs et positifs.

### Les causes de la révolution des prêtres
La turbulence révolutionnaire s'étend aux mouvements ouvriers et paysans, et l’Église catholique est confrontée à une transformation sociale encouragée par l’évolution interne du catholicisme qui débouche sur le Concile Vatican II qui évoque «l'impérialisme international de l'argent».
Plusieurs prêtres religieux et religieuses prennent part à cette entreprise par un travail pastoral dans les quartiers populaires ou par le biais des Jeunesse Ouvrière Catholique (JOC), Jeunesse Étudiante Catholique (JEC) et Jeunesse Universitaire Catholique (JUC).